# Pulcra Chemicals
Pulcra Chemicals ist eine Unternehmensgruppe des Fashion Chemicals-Konzerns, welche 2007 aus der Geschäftseinheit „Process Chemicals“ von Cognis hervorging, die ihrerseits 2001 aus dem Henkel-Konzern herausgelöst wurde. Es werden insbesondere Prozesschemikalien für die Textil-, Faser- und Lederindustrie hergestellt.
2021 bestand die Gruppe aus 15 Gesellschaften in 12 Ländern. Hinzu kamen die 5 Gesellschaften der Devan-Gruppe in 4 Ländern. Die Gesellschaften in Indien und Italien wurden mehrheitlich mit 51 bzw. 52,4 Prozent der Anteile gehalten, die anderen 18 Gesellschaften zu (nahezu) 100 Prozent.

## Geschichte
Pulcra Chemicals wurde am 1. Juli 2007 als rechtlich eigenständige Pulchra Chemicals GmbH in Düsseldorf aus dem Cognis-Konzern ausgegliedert. Kurze Zeit später wurde der Verkauf für 26,3 Millionen Euro sowie gegen Übernahme von Verbindlichkeiten in Höhe von 15 Millionen Euro bekanntgegeben. Neuer Eigentümer war die Fashion Chemicals GmbH & Co. KG, welche ihrerseits mehrheitlich der türkischen DSD Deri Sanayicileri Dis Ticaret A.S. gehört. Im November 2008 wurde der Verkauf formal abgeschlossen.
Im April 2010 übernahm das Unternehmen das ehemalige Werk der Firma Dr. Th. Böhme in Geretsried von der insolventen deutschen Sparte von DyStar. Im März 2011 wurde der Konzernsitz aus Düsseldorf an den neuen Standort verlegt.
2021 übernahm Pulchra das belgische Chemieunternehmen Devan, welches sich auf die Herstellung antimikrobieller, hitzeregulierender und feuerabweisender Beschichtungen spezialisierte.